# Bothropoma
Bothropoma là một chi ốc biển, là động vật thân mềm chân bụng sống ở biển trong họ Colloniidae.

## Các loài
Các loài trong chi Bothropoma gồm có:
- Bothropoma decoratum Thiele, 1930[2]
- Bothropoma isseli Thiele, 1929[3]
- Bothropoma munda (H. Adams, 1873)[4]
- Bothropoma pilula (Dunker, 1860)[5]
- Bothropoma ponsonbyi (Sowerby, 1897)[6]
- Bothropoma rhysopoma (Barnard, 1964)[7]